# Editio purificata
Editio purificata ( лат. «очищене видання») - «очищені» та адаптовані видання класики, призначені для дітей та юнацтва, звідки усуваються сцени жорстокості, сексу, чорний гумор тощо.
Такий тип видань називається також латинським виразом Ad usum Delphini ( лат. — «для використання дофіном»), що використовувався для позначення бібліотеки грецької та латинської класики, призначена для виховання Людовіка Великого Дофіна, сина та єдиного спадкоємця Людовіка XIV .

## Дивись також
Адаптована література
Крилаті латинські вирази
Ad usum Delphini